# Путинцева, Светлана Юрьевна
Светла́на Ю́рьевна Пути́нцева (9 февраля 1987 года, Красноярск) — российская спортсменка, чемпионка мира по художественной гимнастике. Мастер спорта России международного класса.

## Биография
Начинала заниматься в родном Красноярске. Первый тренер — Елена Босых.
В 2001 году выиграла чемпионат Европы среди юниоров. В 2005 году стала чемпионкой мира в составе сборной России.
В 18 лет ушла из профессионального спорта.

## Вне спорта
В детстве параллельно со спортом занималась в музыкальной школе, училась игре на фортепиано. В школе училась на отлично. Когда занятия спортом стали серьёзными, девочка много времени училась индивидуально.
Имеет два высших образования — педагогическое и управленческое. Окончила Московский государственный педагогический университет и Российский государственный гуманитарный университет.
Живёт в Москве. Работает тренером по художественной гимнастике во Дворце гимнастики Ирины Винер.

## Личная жизнь.
Муж — Евгений, познакомилась с ним на Олимпийских играх в Афинах. Вышла замуж в 2008 году.
Воспитывает двух дочерей и сына.